# Ferula kelifi
Ferula kelifi är en flockblommig växtart som beskrevs av Jevgenij Korovin. Ferula kelifi ingår i släktet stinkflokesläktet, och familjen flockblommiga växter. Inga underarter finns listade i Catalogue of Life.